# Satsuma (couraçado)
O Satsuma (薩摩) foi um navio couraçado pré-dreadnought operado pela Marinha Imperial Japonesa e a primeira embarcação da Classe Satsuma, seguido pelo Aki. Sua construção começou em maio de 1905 no Arsenal Naval de Yokosuka e foi lançado ao mar em novembro de 1906, sendo comissionado em março de 1910. Era armado com uma bateria principal composta por quatro canhões de 305 milímetros e doze canhões de 254 milímetros, tinha um deslocamento de mais de dezenove mil toneladas e conseguia alcançar uma velocidade máxima de dezoito nós.
O Satsuma teve uma carreira tranquila e com poucos incidentes, a exceção da explosão de um de seus canhões de 305 milímetros em agosto de 1911 durante um exercício de artilharia. Ele não participou de combates na Primeira Guerra Mundial, mas liderou uma esquadra que tomou as possessões alemães das Ilhas Carolinas e Palau em outubro de 1914. A embarcação foi desarmada em 1922 para cumprir os termos do Tratado Naval de Washington e removida do registro naval em setembro de 1923, sendo afundado em setembro do ano seguinte como alvo de tiro.